# Den gamle och havet
Den gamle och havet (originaltitel The Old Man and the Sea) är en roman av Ernest Hemingway, utgiven 1952. 1953 mottog Hemingway Pulitzerpriset för boken, som var det sista större fiktiva verk Hemingway skrev och publicerade under sin livstid. Den var även en bidragande orsak till att han fick Nobelpriset i litteratur 1954. Boken, som är en av hans mest kända, handlar om Santiago, en äldre fiskare som kämpar mot en gigantisk spjutfisk / marlin (utbytt till en svärdfisk i den äldre svenska översättningen) långt ut i Golfströmmen. Hemingways vän Gregorio Fuentes anses vara inspirationskälla till boken. 

## Handling
Den gamle fiskaren Santiago har inte haft någon tur med sitt fiske och har inte fångat någon fisk på flera månader. Han är emellertid övertygad om att hans otur är på väg att ta slut och ger sig ensam ut med sin lilla båt på havet utanför Kubas kust. Redan första dagen får han en enorm spjutfisk på kroken. Boken handlar om de dygn då fiskaren kämpar mot fisken. Ju längre kampen pågår desto mer ökar fiskarens beundran för och medkänsla med sin motståndare. Till slut lyckas den gamle uppbåda sina sista krafter och dödar fisken. På väg hem igen äts emellertid fisken upp av hajar, och det enda som återstår till slut är skelettet, dess huvud samt fiskens stjärtfena.

## Bakgrund och publicering

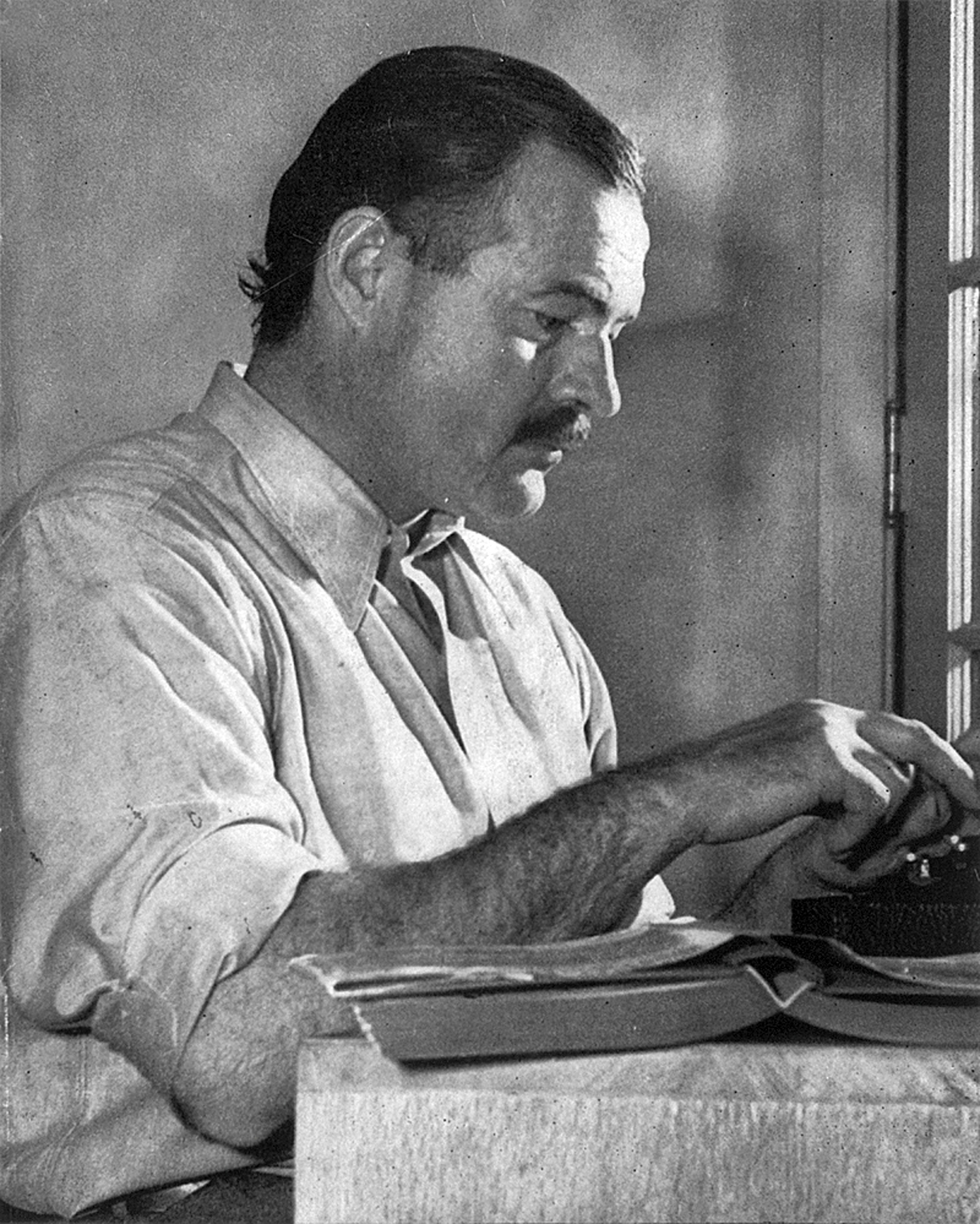
Hemingway 1939.

Boken, som började skrivas 1951 och publicerades 1952, är Hemingways sista större verk som publicerades under hans livstid. Boken, som dedicerades till Hemingways utgivare Maxwell Perkins, ingick i Life Magazine den 1 september 1952, och fem miljoner kopior av tidningen såldes på två dagar. Den gamle och havet blev även en "Månadens bok", och gjorde Hemingway känd. Första utgåvan av boken, som publicerades i bokform den 1 september 1952, var på 50 000 exemplar. Romanen fick pulitzerpriset i maj 1953, och angavs som ett skäl när Hemingway tilldelades nobelpriset i litteratur 1954. Framgången med boken gjorde Hemingway till en internationell celebritet. Boken lärs ut vid skolor runt hela världen och inbringar fortfarande stora summor.
Hemingway ville använda en gammal mans berättelse för att visa äran i att kämpa och att dra bibliska paralleller till livet i hans moderna värld. Hemingway hade till en början tänkt använda Santiagos berättelse, som möjligtvis är baserad på Gregorio Fuentes, som senare blev Den gamle och havet, som en del av en intimitet mellan mor och son och även det faktum att de relationer som finns i nästan hela boken relaterar till Bibeln, som han refererade till som "Havets bok". (Han kallade även bibeln "Kunskapens hav" och liknande.) Några aspekter av boken publicerades i den postumt publicerade Öar i strömmen.

## Priser
Hemingway fick Pulitzerpriset för boken 1953 och den var även en bidragande orsak till att han ett år senare, 1954, erhöll nobelpriset i litteratur.

## Filmatiseringar
Den gamle och havet har filmatiserats fyra gånger: 1958 (Den gamle och havet med Spencer Tracy i huvudrollen), 1990 (Den gamle och havet med Anthony Quinn i huvudrollen), 1999 och 2002.